# 张梦宇
张梦宇（1998年8月11日—）来自广东惠州龙门，是一名中国女子跆拳道运动员。2010年，她被惠州市体育运动学校的教练看中，之后开始进入该体校练习跆拳道。2014年，她加入广东省省队，三年后，她加入国家队。同年，她获得2017年世界跆拳道锦标赛女子67公斤级季军。